# Vuelta a España 2024/7. Etappe
Die 7. Etappe der Vuelta a España 2024 fand am 23. August 2024 statt. Sie führte die 79. Austragung des spanischen Etappenrennens nach Córdoba, wo im Finale ein hügliger Rundkurs befahren wurde. Als Startort des 180,2 Kilometer langen Abschnitts diente Archidona. Nach der Etappe hatten die Fahrer 1110,3 Kilometer absolviert, was 33,63 % der Gesamtdistanz entspricht.
Den Etappensieg sicherte sich der Belgier Wout van Aert (Team Visma-Lease a Bike) im Sprint aus einer kleinen Gruppe. Dahinter folgten Mathias Vacek (Lidl-Trek) und Pau Miquel (Equipo Kern Pharma). Ben O’Connor (Decathlon AG2R La Mondiale Team) verteidigte das Rote Trikot.

## Streckenverlauf
Nach dem offiziellen Start führte die Strecke zunächst ins südwestliche Antequera. Im Anschluss ging es auf flachen Straßen über Benamejí, Lucena, Aguilar de la Frontera, Montilla und Espejo nach Córdoba, das aus südlicher Richtung über die N-432 erreicht wurde. 40,2 Kilometer vor dem Ziel wurde zum ersten Mal der Zielstrich überquert, ehe bei Kilometer 141 der einzige Zwischensprint ausgefahren wurde. Im Anschluss führte die Strecke in den Norden von Córdoba, wo ein hügliger Rundkurs einmal befahren werden musste. Die größte Schwierigkeit stellte dabei die Alto de 14% (587 m) dar, die 25,5 Kilometer vor dem Ziel überquert wurde. Sie galt als Bergwertung der 2. Kategorie und wies auf einer Länge von 7,4 Kilometern eine durchschnittliche Steigung von 5,6 % auf. Die steilsten Rampen befanden sich im oberen Teil und lagen bei rund 14 %. Nachdem auf der Kuppe auch Zeitbonifikationen vergeben worden waren, folgte ein rund 10 Kilometer langes Plateau auf der CC-3314, das mehrere kurze Anstiege und Abfahrten umfasste. Rund 15 Kilometer vor dem Ziel ging es bergab nach Madīnat az-zahrāʾ, ehe die letzten 10 Kilometer flach nach Córdoba führten. Das Ziel befand sich nach der Überquerung der Puente de San Rafael auf der A-431 vor dem Fuente Avenida de Vallellano.
|                            | Ort                          | Kilometer | Länge (km) | Höhe (m) | Ø Steigung | max. Steigung |
| -------------------------- | ---------------------------- | --------- | ---------- | -------- | ---------- | ------------- |
| neutralisierter Start      | Archidona                    | −8,3      |            |          |            |               |
| offizieller Start          | A-7282                       | 0         |            |          |            |               |
| 1. Zieldurchfahrt          | Córdoba (A-431)              | 140       |            |          |            |               |
| Zwischensprint             | Córdoba (Av. del Aeropuerto) | 141       |            |          |            |               |
| Bergwertung (2. Kategorie) | Alto de 14%                  | 154,7     | 7,4        | 587      | 5,6 %      | 14 %          |
| Bonussprint                | Alto de 14%                  | 154,7     |            |          |            |               |
| Ziel                       | Córdoba (A-431)              | 180,2     |            |          |            |               |

## Rennverlauf
Mit Damiano Caruso (Bahrain Victorious) und Andreas Kron (Lotto Dstny) gingen zwei Fahrer nicht an den Start der 7. Etappe. Nachdem das Rennen freigegeben worden war, setzte sich Xabier Isasa (Euskaltel-Euskadi) als Solist vom Hauptfeld ab, während die Mannschaften Visma-Lease a Bike und Alpecin-Deceuninck die Nachführarbeit im Peloton übernahmen. Der Spanier konnte einen maximalen Vorsprung von rund neun Minuten herausfahren und sicherte sich beim Zwischensprint in Córdoba die meisten Punkte, ehe er 38 Kilometer vor dem Ziel eingeholt wurde.
Im Hauptfeld setzte sich Kaden Groves (Alpecin-Deceuninck) im Sprint vor Wout van Aert (Visma-Lease a Bike) durch, bevor es zum Anstieg der Alto de 14% ging. Nun forcierte Edoardo Affini (Visma-Lease a Bike) das Tempo, wodurch mit Sylvain Moniquet (Lotto Dstny) auch der Führende der Bergwertung rasch distanziert wurde. Rund vier Kilometer vor der Kuppe übernahm die Red Bull–Bora–Hansgrohe-Mannschaft um Primož Roglič die Tempoarbeit, wodurch das Hauptfeld in mehrere Gruppen zerfiel. Mit Cian Uijtdebroeks (Visma-Lease a Bike) und Thymen Arensman (Ineos Grenadiers) fielen nun auch die ersten bekannteren Gesamtklassement-Fahrer zurück. Nachdem sich nur noch rund 40 Fahrer in der ersten Gruppe befanden, griff Primož Roglič an, wobei er sich nicht entscheidend absetzen konnte. Der Slowene setzte sich jedoch wenig später im Sprint um die Bonussekunden vor Sepp Kuss (Visma-Lease a Bike) und Richard Carapaz (EF Education-EasyPost) durch.
Nachdem die Alto de 14% überquert worden war, kam es zu mehreren Angriffen, da die meisten Kapitäne isoliert waren oder nur noch einen Teamkollegen an ihrer Seite hatten. Da auch Florian Lipowitz (Red Bull–Bora–Hansgrohe) zwischenzeitlich abgehängt worden war, neutralisierte Alexander Wlassow die Attacken für Primož Roglič, wobei er Unterstützung von Sepp Kuss bekam, der die Spitzengruppe für seinen Teamkollegen Wout van Aert ebenfalls zusammenhalten wollte. Kaden Groves befand sich zu diesem Zeitpunkt in einer abgehängten Gruppe und verlor weiter an Zeit, da er sich auf der Kuppe der Alto de 14% am Hinterrad seines Vordermannes aufhängte und zu Sturz kam. Rund 20 Kilometer vor dem Ziel grif Marc Soler (UAE Team Emirates) kurz vor der Abfahrt an und konnte rasch eine größere Lücke herausfahren. Nachdem er bereits rund 20 Sekunden vor der ersten Gruppe lag, attackierte Wout van Aert und versuchte auf den letzten zehn flachen Kilometern als Solist zu dem Spanier aufzuschließen. Der Belgier ließ sich kurz darauf jedoch wieder einholen. Nun übernahm Sepp Kuss die Nachführarbeit und führte die Gruppe rund drei Kilometer vor dem Ziel noch einmal an Marc Soler heran. Nun folgten weitere Attacken, wobei sich kein Fahrer entscheidend lösen konnte. Im Zielsprint setzte sich schlussendlich Wout van Aert vor Mathias Vacek (Lidl-Trek) und Pau Miquel (Kern Pharma) durch.
In der Gesamtwertung brachte die 7. Etappe nur geringe Veränderungen. Ben O’Connor (Decathlon AG2R La Mondiale) erreichte das Ziel mit der ersten Gruppe und verteidigte so das Rote Trikot. Aufgrund der Zeitbonifikationen, die auf der Alto de 14% vergeben wurde, lag er nun jedoch nur noch vier Minuten und 45 Sekunden vor Primož Roglič. Dahinter folgte weiterhin Joao Almeida (UAE Team Emirates) mit einem Rückstand von vier Minuten und 59 Sekunden. Florian Lipowitz überquerte den Zielstrich in der zweiten Gruppe und büßte somit 17 Sekunden ein. Der Deutsche rutschte vom vierten auf den achten Gesamtrang ab und musste das Weiße Trikot des besten Nachwuchsfahrers nach nur einem Tag wieder an Antonio Tiberi (Bahrain Victorious) abgeben. In der Punktewertung baute Wout van Aert seine Führung mit seinem zweiten Etappensieg auf 41 Punkte aus, wobei er davon profitierte, dass Kaden Groves im Finale keine weiteren Punkte holte. Sylvain Moniquet verteidigte seine Führung in der Bergwertung lag nun jedoch nur noch einen Punkt vor Primož Roglič. Aufgrund seiner langen Solo-Fahrt wurde Xabier Isasa zum aktivsten Fahrer gewählt, während das Decathlon AG2R La Mondiale Team weiterhin an der Spitze der Mannschaftswertung lag. Alle gestarteten Fahrer erreichten das Ziel, womit noch 169 Fahrer im Rennen verblieben.

## Ergebnis
| \| Etappenergebnis \| Etappenergebnis \| Etappenergebnis \| Etappenergebnis \| Etappenergebnis \| \| Fahrer \| Fahrer \| Land \| Team \| Zeit \| \| --------------- \| --------------- \| ---------------------- \| -------------------------- \| --------------- \| \| 1. \| Wout van Aert \| Belgien \| Team Visma \\| Lease a Bike \| 4 h 15 min 39 s \| \| 2. \| Mathias Vacek \| Tschechien \| Lidl-Trek \| + 0 s \| \| 3. \| Pau Miquel \| Spanien \| Equipo Kern Pharma \| + 0 s \| \| 4. \| Stefan Küng \| Schweiz \| Groupama-FDJ \| + 0 s \| \| 5. \| Quinten Hermans \| Belgien \| Alpecin-Deceuninck \| + 0 s \| \| 6. \| Quentin Pacher \| Frankreich \| Groupama-FDJ \| + 0 s \| \| 7. \| Lorenzo Rota \| Italien \| Intermarché-Wanty \| + 0 s \| \| 8. \| Harold Tejada \| Kolumbien \| Astana Qazaqstan Team \| + 0 s \| \| 9. \| Max Poole \| Vereinigtes Königreich \| Team dsm-firmenich PostNL \| + 0 s \| \| 10. \| George Bennett \| Neuseeland \| Israel-Premier Tech \| + 0 s \| |                 |                        |                            |                 |
| |                 |                        |                            |                 |
| Quelle: ProCyclingStats |                 |                        |                            |                 |
| Etappenergebnis |                 |                        |                            |                 |
| Fahrer | Fahrer          | Land                   | Team                       | Zeit            |
| 1. | Wout van Aert   | Belgien                | Team Visma \| Lease a Bike | 4 h 15 min 39 s |
| 2. | Mathias Vacek   | Tschechien             | Lidl-Trek                  | + 0 s           |
| 3. | Pau Miquel      | Spanien                | Equipo Kern Pharma         | + 0 s           |
| 4. | Stefan Küng     | Schweiz                | Groupama-FDJ               | + 0 s           |
| 5. | Quinten Hermans | Belgien                | Alpecin-Deceuninck         | + 0 s           |
| 6. | Quentin Pacher  | Frankreich             | Groupama-FDJ               | + 0 s           |
| 7. | Lorenzo Rota    | Italien                | Intermarché-Wanty          | + 0 s           |
| 8. | Harold Tejada   | Kolumbien              | Astana Qazaqstan Team      | + 0 s           |
| 9. | Max Poole       | Vereinigtes Königreich | Team dsm-firmenich PostNL  | + 0 s           |
| 10. | George Bennett  | Neuseeland             | Israel-Premier Tech        | + 0 s           |

## Gesamtstände
| \| Gesamtwertung \| Gesamtwertung \| Gesamtwertung \| Gesamtwertung \| Gesamtwertung \| \| Fahrer \| Fahrer \| Land \| Team \| Zeit \| \| ------------- \| ------------------- \| ------------- \| -------------------------- \| ---------------- \| \| 1. \| Ben O’Connor \| Australien \| Decathlon-AG2R La Mondiale \| 27 h 44 min 07 s \| \| 2. \| Primož Roglič \| Slowenien \| Red Bull-Bora-Hansgrohe \| + 4 min 45 s \| \| 3. \| João Almeida \| Portugal \| UAE Team Emirates \| + 4 min 59 s \| \| 4. \| Enric Mas \| Spanien \| Movistar Team \| + 5 min 23 s \| \| 5. \| Cristian Rodríguez \| Spanien \| Arkéa-B&B Hotels \| + 5 min 26 s \| \| 6. \| Antonio Tiberi \| Italien \| Bahrain Victorious \| + 5 min 29 s \| \| 7. \| Lennert Van Eetvelt \| Belgien \| Lotto Dstny \| + 5 min 32 s \| \| 8. \| Florian Lipowitz \| Deutschland \| Red Bull-Bora-Hansgrohe \| + 5 min 35 s \| \| 9. \| Felix Gall \| Österreich \| Decathlon-AG2R La Mondiale \| + 5 min 38 s \| \| 10. \| Mattias Skjelmose \| Dänemark \| Lidl-Trek \| + 5 min 49 s \| |                     |             |                            |                  |
| |                     |             |                            |                  |
| Quelle: ProCyclingStats |                     |             |                            |                  |
| Gesamtwertung |                     |             |                            |                  |
| Fahrer | Fahrer              | Land        | Team                       | Zeit             |
| 1. | Ben O’Connor        | Australien  | Decathlon-AG2R La Mondiale | 27 h 44 min 07 s |
| 2. | Primož Roglič       | Slowenien   | Red Bull-Bora-Hansgrohe    | + 4 min 45 s     |
| 3. | João Almeida        | Portugal    | UAE Team Emirates          | + 4 min 59 s     |
| 4. | Enric Mas           | Spanien     | Movistar Team              | + 5 min 23 s     |
| 5. | Cristian Rodríguez  | Spanien     | Arkéa-B&B Hotels           | + 5 min 26 s     |
| 6. | Antonio Tiberi      | Italien     | Bahrain Victorious         | + 5 min 29 s     |
| 7. | Lennert Van Eetvelt | Belgien     | Lotto Dstny                | + 5 min 32 s     |
| 8. | Florian Lipowitz    | Deutschland | Red Bull-Bora-Hansgrohe    | + 5 min 35 s     |
| 9. | Felix Gall          | Österreich  | Decathlon-AG2R La Mondiale | + 5 min 38 s     |
| 10. | Mattias Skjelmose   | Dänemark    | Lidl-Trek                  | + 5 min 49 s     |

| Punktewertung | Punktewertung       | Punktewertung | Punktewertung              | Punktewertung |
| Fahrer        | Fahrer              | Land          | Team                       | Punkte        |
| ------------- | ------------------- | ------------- | -------------------------- | ------------- |
| 1.            | Wout van Aert       | Belgien       | Team Visma \| Lease a Bike | 203 P.        |
| 2.            | Kaden Groves        | Australien    | Alpecin-Deceuninck         | 162 P.        |
| 3.            | Pavel Bittner       | Tschechien    | Team dsm-firmenich PostNL  | 81 P.         |
| 4.            | Mathias Vacek       | Tschechien    | Lidl-Trek                  | 57 P.         |
| 5.            | Stefan Küng         | Schweiz       | Groupama-FDJ               | 51 P.         |
| 6.            | Ben O’Connor        | Australien    | Decathlon-AG2R La Mondiale | 50 P.         |
| 7.            | Corbin Strong       | Neuseeland    | Israel-Premier Tech        | 49 P.         |
| 8.            | Pau Miquel          | Spanien       | Equipo Kern Pharma         | 48 P.         |
| 9.            | Xabier Isasa        | Spanien       | Euskaltel-Euskadi          | 40 P.         |
| 10.           | Lennert Van Eetvelt | Belgien       | Lotto Dstny                | 39 P.         |

| Bergwertung | Bergwertung         | Bergwertung | Bergwertung                | Bergwertung |
| Fahrer      | Fahrer              | Land        | Team                       | Punkte      |
| ----------- | ------------------- | ----------- | -------------------------- | ----------- |
| 1.          | Sylvain Moniquet    | Belgien     | Lotto Dstny                | 16 P.       |
| 2.          | Primož Roglič       | Slowenien   | Red Bull-Bora-Hansgrohe    | 15 P.       |
| 3.          | Filippo Zana        | Italien     | Team Jayco AlUla           | 11 P.       |
| 4.          | Pelayo Sánchez      | Spanien     | Movistar Team              | 10 P.       |
| 5.          | Luis Ángel Maté     | Spanien     | Euskaltel-Euskadi          | 9 P.        |
| 6.          | Ben O’Connor        | Australien  | Decathlon-AG2R La Mondiale | 9 P.        |
| 7.          | Bruno Armirail      | Frankreich  | Decathlon-AG2R La Mondiale | 7 P.        |
| 8.          | Lennert Van Eetvelt | Belgien     | Lotto Dstny                | 6 P.        |
| 9.          | Jay Vine            | Australien  | UAE Team Emirates          | 6 P.        |
| 10.         | Marco Frigo         | Italien     | Israel-Premier Tech        | 5 P.        |

| Nachwuchswertung | Nachwuchswertung    | Nachwuchswertung       | Nachwuchswertung          | Nachwuchswertung |
| Fahrer           | Fahrer              | Land                   | Team                      | Zeit             |
| ---------------- | ------------------- | ---------------------- | ------------------------- | ---------------- |
| 1.               | Antonio Tiberi      | Italien                | Bahrain Victorious        | 27 h 49 min 36 s |
| 2.               | Lennert Van Eetvelt | Belgien                | Lotto Dstny               | + 3 s            |
| 3.               | Florian Lipowitz    | Deutschland            | Red Bull-Bora-Hansgrohe   | + 6 s            |
| 4.               | Mattias Skjelmose   | Dänemark               | Lidl-Trek                 | + 20 s           |
| 5.               | Isaac Del Toro      | Mexiko                 | UAE Team Emirates         | + 48 s           |
| 6.               | Carlos Rodríguez    | Spanien                | Ineos Grenadiers          | + 52 s           |
| 7.               | Max Poole           | Vereinigtes Königreich | Team dsm-firmenich PostNL | + 3 min 35 s     |
| 8.               | Thymen Arensman     | Niederlande            | Ineos Grenadiers          | + 3 min 36 s     |
| 9.               | Mauri Vansevenant   | Belgien                | Soudal Quick-Step         | + 6 min 45 s     |
| 10.              | Matthew Riccitello  | Vereinigte Staaten     | Israel-Premier Tech       | + 9 min 14 s     |

| Mannschaftswertung | Mannschaftswertung         | Mannschaftswertung           | Mannschaftswertung |
| Team               | Team                       | Land                         | Zeit               |
| ------------------ | -------------------------- | ---------------------------- | ------------------ |
| 1.                 | Decathlon-AG2R La Mondiale | Frankreich                   | 83 h 23 min 27 s   |
| 2.                 | UAE Team Emirates          | Vereinigte Arabische Emirate | + 5 min 08 s       |
| 3.                 | Red Bull-Bora-Hansgrohe    | Deutschland                  | + 5 min 25 s       |
| 4.                 | Israel-Premier Tech        | Israel                       | + 8 min 03 s       |
| 5.                 | Movistar Team              | Spanien                      | + 8 min 49 s       |
| 6.                 | Ineos Grenadiers           | Vereinigtes Königreich       | + 11 min 19 s      |
| 7.                 | Bahrain Victorious         | Bahrain                      | + 11 min 29 s      |
| 8.                 | Groupama-FDJ               | Frankreich                   | + 12 min 50 s      |
| 9.                 | Team Visma \| Lease a Bike | Niederlande                  | + 15 min 55 s      |
| 10.                | Soudal Quick-Step          | Belgien                      | + 17 min 05 s      |

## Ausgeschiedene Fahrer
- Damiano Caruso (Bahrain Victorious) ging aus gesundheitlichen Gründen nicht an den Start
- Andreas Kron (Lotto Dstny) ging aufgrund einer Gehirnerschütterung nicht an den Start, die er sich bei einem Sturz auf der 6. Etappe zugezogen hatte[4]